# Lucius Cassius Longinus (consul en 30)
Pour les articles homonymes, voir Cassius Longinus.
 (avril 2022).
Si vous disposez d'ouvrages ou d'articles de référence ou si vous connaissez des sites web de qualité traitant du thème abordé ici, merci de compléter l'article en donnant les références utiles à sa vérifiabilité et en les liant à la section « Notes et références ».
Lucius Cassius Longinus est un sénateur et homme politique de l'Empire romain, il est consul ordinaire en 30 .

## Biographie
Il est issu d'une ancienne gens plébéienne, la gens Cassia.
À la fin de l'année 33, il est marié à Julia Drusilla, la nièce de Tibère, ce qui le fait entrer dans la famille impériale. Après l'accession au pouvoir de son beau-frère Caligula, celui-ci l'oblige à divorcer de Drusilla pour que celle-ci épouse Marcus Aemilius Lepidus.
Longinus devient gouverneur proconsulaire d'Asie (40-41), puis Caligula ordonne son exécution à cause d'un oracle qui interprète comme une tentative d'assassinat de son ancien beau-frère.